# 波佩拉克
46°31′28″N 34°26′0″E / 46.52444°N 34.43333°E
波佩拉克（烏克蘭語：Попелак）是位於烏克蘭南部的村莊，由赫爾松州海尼切斯克區的新特羅伊齊克市鎮負責管轄。該村始建於1910年，面積19.8平方公里，海拔高度32米，2001年人口292，人口密度每平方公里14.7人。